# СССР на зимних Олимпийских играх 1972
В команду СССР, выступавшую на зимних Олимпийских играх 1972 года, входило 76 спортсменов из 16 городов и населённых пунктов трёх союзных республик. Представители сборной Советского Союза участвовали во всех видах олимпийской программы, кроме бобслея. Спортсмены завоевали 16 медалей в пяти видах спорта (8 золотых, 5 серебряных и 3 бронзовые), набрав 120 очков в неофициальном командном зачёте и оторвавшись на 37 очков от команды ГДР (83 очка), занявшей второе место.
Хорошо выступили советские лыжники, взяв 5 золотых медалей. Героями игр стали Вячеслав Веденин, выигравший гонку на 30 км и в составе команды эстафету, а также Галина Кулакова, ставшая обладательницей трёх золотых медалей. Хорошим было выступление фигуристов и биатлонистов. На третьей подряд олимпиаде торжествовали советские хоккеисты, благодаря чему трёхкратными олимпийскими чемпионами уехали из Саппоро Александр Рагулин, Виктор Кузькин, Анатолий Фирсов и Виталий Давыдов.

## Медалисты
| Медаль            | Спортсмен | Вид спорта         | Дисциплина                   |
| ----------------- | --- | ------------------ | ---------------------------- |
| Золото            | Александр Тихонов Риннат Сафин Иван Бяков Виктор Маматов | Биатлон            | Мужчины, эстафета 4 х 7,5 км |
| Золото            | Вячеслав Веденин | Лыжные гонки       | Мужчины, гонка 30 км         |
| Золото            | Владимир Воронков Юрий Скобов Фёдор Симашев Вячеслав Веденин | Лыжные гонки       | Мужчины, эстафета 4 х 10 км  |
| Золото            | Галина Кулакова | Лыжные гонки       | Женщины, гонка 5 км          |
| Золото            | Галина Кулакова | Лыжные гонки       | Женщины, гонка 10 км         |
| Золото            | Любовь Мухачёва Алевтина Олюнина Галина Кулакова | Лыжные гонки       | Женщины, эставета 3 х 5 км   |
| Золото            | Ирина Роднина Алексей Уланов | Фигурное катание   | Парное катание               |
| Золото            | Сборная СССР по хоккею с шайбой \| Владислав Третьяк \| Александр Пашков \| \| Александр Рагулин \| Геннадий Цыганков \| \| Владимир Лутченко \| Игорь Ромишевский \| \| Виктор Кузькин \| Виталий Давыдов \| \| Валерий Васильев \| Владимир Викулов \| \| Анатолий Фирсов \| Валерий Харламов \| \| Борис Михайлов \| Владимир Петров \| \| Юрий Блинов \| Александр Мальцев \| \| Евгений Мишаков \| Александр Якушев \| \| Владимир Шадрин \| Евгений Зимин \| | Хоккей             | Мужчины                      |
| Серебро           | Фёдор Симашев | Лыжные гонки       | Мужчины, гонка 15 км         |
| Серебро           | Алевтина Олюнина | Лыжные гонки       | Женщины, гонка 10 км         |
| Серебро           | Вера Краснова | Конькобежный спорт | Женщины, 500 м               |
| Серебро           | Сергей Четверухин | Фигурное катание   | Мужчины, одиночное катание   |
| Серебро           | Людмила Смирнова Андрей Сурайкин | Фигурное катание   | Парное катание               |
| Бронза            | Вячеслав Веденин | Лыжные гонки       | Мужчины, гонка 50 км         |
| Бронза            | Валерий Муратов | Конькобежный спорт | Мужчины, 500 м               |
| Бронза            | Людмила Титова | Конькобежный спорт | Женщины, 500 м               |
| Владислав Третьяк | Александр Пашков |                    |                              |
| Александр Рагулин | Геннадий Цыганков |                    |                              |
| Владимир Лутченко | Игорь Ромишевский |                    |                              |
| Виктор Кузькин    | Виталий Давыдов |                    |                              |
| Валерий Васильев  | Владимир Викулов |                    |                              |
| Анатолий Фирсов   | Валерий Харламов |                    |                              |
| Борис Михайлов    | Владимир Петров |                    |                              |
| Юрий Блинов       | Александр Мальцев |                    |                              |
| Евгений Мишаков   | Александр Якушев |                    |                              |
| Владимир Шадрин   | Евгений Зимин |                    |                              |

## Медали по видам спорта
| Спорт              | Золото | Серебро | Бронза | Всего |
| ------------------ | ------ | ------- | ------ | ----- |
| Лыжные гонки       | 5      | 2       | 1      | 8     |
| Фигурное катание   | 1      | 2       | 0      | 3     |
| Хоккей с шайбой    | 1      | 0       | 0      | 1     |
| Биатлон            | 1      | 0       | 0      | 1     |
| Конькобежный спорт | 0      | 1       | 2      | 3     |